# Matawinie
Matawinie ist eine regionale Grafschaftsgemeinde (französisch municipalités régionales de comté, MRC) in der kanadischen Provinz Québec.
Sie liegt in der Verwaltungsregion Lanaudière und besteht aus 27 untergeordneten Verwaltungseinheiten (13 Gemeinden, zwei Sprengel und elf gemeindefreie Gebiete). Die MRC wurde am 1. Januar 1982 gegründet. Der Hauptort ist Rawdon. Die Einwohnerzahl beträgt 50.435 (Stand: 2016) und die Fläche 9.528,17 km², was einer Bevölkerungsdichte von 5,3 Einwohnern je km² entspricht.

## Gliederung
Gemeinde (municipalité)
- Chertsey
- Entrelacs
- Notre-Dame-de-la-Merci
- Rawdon
- Saint-Alphonse-Rodriguez
- Sainte-Béatrix
- Saint-Donat
- Sainte-Émélie-de-l’Énergie
- Saint-Félix-de-Valois
- Saint-Jean-de-Matha
- Sainte-Marcelline-de-Kildare
- Saint-Michel-des-Saints
- Saint-Zénon

Sprengel (municipalité de paroisse)
- Saint-Côme
- Saint-Damien

Gemeindefreies Gebiet (territoire non-organisé)
- Baie-Atibenne
- Baie-de-la-Bouteille
- Baie-Obaoca
- Lac-Cabasta
- Lac-des-Dix-Milles
- Lac-Devenyns
- Lac-du-Taureau
- Lac-Legendre
- Lac-Matawin
- Lac-Minaki
- Lac-Santé
- Saint-Guillaume-Nord

Auf dem Gebiet der MRC Matawinie liegt auch das Indianerreservat Manawan, das jedoch autonom verwaltet wird und eine Enklave bildet.

## Angrenzende MRC und vergleichbare Gebiete
- La Tuque
- Mékinac
- Maskinongé
- D’Autray
- Joliette
- Montcalm
- La Rivière-du-Nord
- Les Pays-d’en-Haut
- Les Laurentides
- Antoine-Labelle